# ABCD训练营
ABCD篮球训练营（英語：ABCD Basketball Camp）是美国于1984年至2006年举办的年度青少年篮球训练营，该训练营由桑尼·瓦卡罗所创办。该训练营集中了美国高中阶段排名最高的篮球运动员，因此被认为是高中篮球的顶级赛事之一。训练营名称中的“ABCD”代表“学业进步与职业发展（Academic Betterment and Career Development）”。

## 训练营历史
ABCD篮球训练营由美国体育推广专家桑尼·瓦卡罗于1984年创办，该训练营的最初赞助商为耐克。训练营于每年的7月开营，为期大约持续4到5日。在最初的几年里，ABCD篮球训练营的举办地点并不固定，例如1992年在加利福尼亚州尔湾加州大学尔湾分校的布伦活动中心、1993年在密歇根州伊普西兰蒂的东密歇根大学，而1994年又转战至新泽西州哈肯萨克费尔里·狄金生大学的罗斯曼中心；此后训练营一直在罗斯曼中心举办到2006年最后一届。
ABCD训练营由与瓦卡罗签约的公司所赞助：1984年到1992年，赞助商为耐克；1993年则改由匡威赞助；而1994年到2003年，赞助商为阿迪达斯；而从2004年到最后一期的2006年，训练营由锐步赞助。
美国部分大学的教练会来ABCD训练营招募心仪的高中篮球选手，这其中包括鲍勃·班德、吉姆·布海姆、P·J·卡勒西莫、乔·哈林顿和迈克·沙舍夫斯基等。同时也有部分参加训练营的高中选手会在其高中毕业后跳过大学阶段而直接参加NBC选秀，这其中就有凯文·加内特、科比·布莱恩特、杰梅因·奥尼尔、特雷西·麦克格雷迪、夸梅·布朗、埃迪·库里、塞巴斯蒂安·特尔费尔和杰拉德·格林等。

## 主要赞助商
| 赞助商   | 赞助年限      |
| -------- | ------------- |
| 耐克     | 1984年—1992年 |
| 匡威     | 1993年        |
| 阿迪达斯 | 1994年—2003年 |
| 锐步     | 2004年—2006年 |

## 最有价值球员名单
| 年份                         | 组别     | 姓名                | 所属学校            | 所属州份     |
| ---------------------------- | -------- | ------------------- | ------------------- | ------------ |
| 1992年                       | 高年级组 | 安东尼奥·麦克戴斯   | 奎特曼联合高中      | 密西西比州   |
| 1992年                       | 低年级组 | 费利佩·洛佩斯       | 莱斯高中            | 纽约州       |
| 1993年                       | 高年级组 | 威利·米切尔         | 潘兴高中            | 密歇根州     |
| 1993年                       | 低年级组 | 莱斯特·厄尔         | 格伦奥克斯高中      | 路易斯安那州 |
| 1993年                       | 低年级组 | 斯蒂芬·马布里       | 亚伯拉罕·林肯高中   | 纽约州       |
| 1994年                       | 高年级组 | 斯蒂芬·马布里       | 亚伯拉罕·林肯高中   | 纽约州       |
| 1994年                       | 低年级组 | 蒂姆·托马斯         | 帕特森天主教高中    | 新泽西州     |
| 1995年                       | 高年级组 | 科比·布莱恩特       | 劳尔梅里恩高中      | 宾夕法尼亚州 |
| 1995年                       | 低年级组 | 哈立德·阿明         | 北部社区高中        | 明尼苏达州   |
| 1996年                       | 高年级组 | 戴恩·格洛弗         | 雪松林高中          | 佐治亚州     |
| 1996年                       | 高年级组 | 安东尼·佩里         | 圣安东尼高中        | 新泽西州     |
| 1996年                       | 低年级组 | 克拉伦斯·吉尔伯特   | 迪拉德高中          | 佛罗里达州   |
| 1996年                       | 低年级组 | 斯特罗迈尔·斯威夫特 | 费尔公园中学        | 路易斯安那州 |
| 1997年                       | 高年级组 | 拉沙德·路易斯       | 阿利夫·艾尔西克高中 | 得克萨斯州   |
| 1997年                       | 低年级组 | 德马尔·约翰逊       | 缅因中央学院        | 缅因州       |
| 1998年                       | 高年级组 | 莱昂·史密斯         | 金学院预备高中      | 伊利诺伊州   |
| 1998年                       | 低年级组 | 阿尔顿·福特         | 米尔比高中          | 得克萨斯州   |
| 1999年                       | 高年级组 | 塔利克·布朗         | 圣约翰预备学校      | 纽约州       |
| 1999年                       | 高年级组 | 艾弗里·奎恩         | 缅因中央学院        | 缅因州       |
| 1999年                       | 低年级组 | 阿莫里·费利恩       | 阿蒂西亚高中        | 加利福尼亚州 |
| 1999年                       | 低年级组 | T·J·福特            | 威洛里奇高中        | 得克萨斯州   |
| 2000年                       | 高年级组 | 比利·艾德林         | 橡树山学院          | 弗吉尼亚州   |
| 2000年                       | 高年级组 | 莫里斯·威廉姆斯     | 穆拉高中            | 密西西比州   |
| 2000年                       | 低年级组 | 兰尼·库克           | 老塔潘北谷地区高中  | 新泽西州     |
| 2000年                       | 低年级组 | 查利·罗德里格斯     | 克洛维斯西高中      | 加利福尼亚州 |
| 2001年                       | 高年级组 | 德安格洛·科林斯     | 英格尔伍德高中      | 加利福尼亚州 |
| 2001年                       | 高年级组 | 安东尼奥·劳伦斯     | 圣华金纪念高中      | 加利福尼亚州 |
| 2001年                       | 低年级组 | 勒布朗·詹姆斯       | 圣文森特—圣玛丽高中 | 俄亥俄州     |
| 2001年                       | 低年级组 | 塞巴斯蒂安·特尔费尔 | 亚伯拉罕·林肯高中   | 纽约州       |
| 2002年                       | 高年级组 | 特拉维斯·奥特洛     | 斯塔克维尔高中      | 密西西比州   |
| 2002年                       | 高年级组 | 查理·维拉纽瓦       | 布莱尔学院          | 新泽西州     |
| 2002年                       | 低年级组 | 塞巴斯蒂安·特尔费尔 | 亚伯拉罕·林肯高中   | 纽约州       |
| 2002年                       | 低年级组 | 小达里厄斯·华盛顿   | 埃奇沃特高中        | 佛罗里达州   |
| 2003年                       | 高年级组 | 肖恩·利文斯顿       | 皮奥里亚高中        | 伊利诺伊州   |
| 2003年                       | 高年级组 | 约什·史密斯         | 橡树山学院          | 弗吉尼亚州   |
| 2003年                       | 低年级组 | 塔斯明·米切尔       | 德纳姆斯普林斯高中  | 路易斯安那州 |
| 2003年                       | 低年级组 | 布兰登·拉什         | 锡安山基督教学院    | 北卡罗来纳州 |
| 2004年                       | 高年级组 | 丹尼·格林           | 圣玛丽高中          | 纽约州       |
| 2004年                       | 高年级组 | 蒙塔·埃利斯         | 拉尼尔高中          | 密西西比州   |
| 2004年                       | 低年级组 | 德里克·卡拉科特     | 帕特里克学校        | 新泽西州     |
| 2004年                       | 低年级组 | 格雷格·奥登         | 劳伦斯北方高中      | 印第安纳州   |
| 2005年                       | 高年级组 | 达米恩·詹姆斯       | 纳科多奇斯高中      | 得克萨斯州   |
| 2005年                       | 高年级组 | 格雷格·奥登         | 劳伦斯北方高中      | 印第安纳州   |
| 2005年                       | 低年级组 | 凯文·乐福           | 奥斯维戈湖高中      | 俄勒冈州     |
| 2005年                       | 低年级组 | O·J·梅奥            | 北学院山高中        | 俄亥俄州     |
| 2006年                       | 高年级组 | 德安德烈·乔丹       | 基督教生活中心学院  | 得克萨斯州   |
| 2006年                       | 高年级组 | 泰勒·金             | 天主之母高中        | 加利福尼亚州 |
| 2006年                       | 高年级组 | 凯文·乐福           | 奥斯维戈湖高中      | 俄勒冈州     |
| 2006年                       | 高年级组 | O·J·梅奥            | 亨廷顿高中          | 西弗吉尼亚州 |
| 2006年                       | 高年级组 | 亨利·沃克           | 北学院山高中        | 俄亥俄州     |
| 2006年                       | 低年级组 | 威廉·布福德         | 利贝高中            | 俄亥俄州     |
| 2006年                       | 低年级组 | 德鲁·戈登           | 米蒂大主教高中      | 加利福尼亚州 |
| 数据来源：ABCD训练营官方网站 |          |                     |                     |              |

## 训练营知名选手
本章节所列举选手至少入选过1次美国职业篮球联赛全明星名单或在选秀中以乐透身份中选。
| - 谢里夫·阿布杜-拉希姆 - 科尔·阿尔德里奇 - 卡梅隆·安东尼 - 吉尔伯特·阿里纳斯 - 昌西·比卢普斯 - 卡洛斯·布泽尔 - 克里斯·波什 - 夸梅·布朗 - 科比·布莱恩特 - 马库斯·坎比 - 萨姆·卡塞尔 - 德里克·科尔曼 - 迈克·康利 - 埃迪·库里 | - 小迈克·邓利维 - 乔尼·弗林 - 兰迪·弗耶 - 凯文·加内特 - 本·戈登 - 埃迪·格里芬 - 安芬尼·哈达威 - 蒂姆·哈达威 - 詹姆斯·哈登 - 阿兰·休斯顿 - 德怀特·霍华德 - 朱万·霍华德 - 勒布朗·詹姆斯 - 布兰登·詹宁斯 | - 德马尔·约翰逊 - 乔·约翰逊 - 德安德烈·乔丹 - 贾森·基德 - 克里斯蒂安·莱特纳 - 肖恩·利文斯顿 - 拉沙德·路易斯 - 凯文·乐福 - 斯蒂芬·马布里 - 凯尼恩·马丁 - 贾马尔·马什本 - O·J·梅奥 - 安东尼奥·麦克戴斯 - 特雷西·麦克格雷迪 | - 阿朗佐·莫宁 - 贾米尔·尼尔森 - 乔金·诺阿 - 杰梅因·奥尼尔 - 沙奎尔·奥尼尔 - 格雷格·奥登 - 拉马尔·奥多姆 - 托尼·帕克 - 保罗·皮尔斯 - 贾森·理查德森 - 格伦·罗宾逊 - 德里克·罗斯 - 杰伦·罗斯 - 杰里·斯塔克豪斯 | - 达蒙·斯塔德迈尔 - 斯特罗迈尔·斯威夫特 - 沃利·斯泽比亚克 - 塞巴斯蒂安·特尔费尔 - 以赛亚·托马斯 - 蒂姆·托马斯 - 罗伯特·特雷勒 - 安东尼·沃克 - 杰拉德·华莱士 - 拉希德·华莱士 - 克里斯·韦伯 - 克里斯·威尔考克斯 - 易建联 |